# Rifriscolaro
Il Rifriscolaro, chiamato anticamente Oanis, è un torrente della Sicilia sud-orientale.
Nasce a un chilometro a nord del Castello di Donnafugata, nelle campagne ragusane e scorre con orientamento Est-Ovest interamente nel comune di Ragusa. Dopo una corsa di 11 km circa sfocia nel mar Mediterraneo, a sud delle rovine della città greca di Kamarina. Il torrente ha un bilancio idrico negativo ed ha una portata quasi nulla per gran parte dell'anno.

## Storiɑ
Nel vallone del Rifriscolaro sono stati fatti diversi ritrovamenti archeologici tra cui i resti del tempio di Demetra ed una necropoli con sepolture databili al periodo greco-arcaico (VI secolo a.C.) e all'età classica (V secolo a.C.).

## Ittiofauna
In base ad una ricerca effettuata nel 2006 nel bacino fluviale sono presenti le specie alloctone Rutilus Rubilius (rovella) e Gambusia holbrooki e l'autoctona Anguilla anguilla.